# たけし軍団
たけし軍団（たけしぐんだん）は、日本の芸人グループ。ビートたけしのもとに弟子入りした人物らにより構成されている。1983年に正式に結成。

## 概要
基本的にはビートたけしの弟子。1980年代初期に弟子入りした「一軍」・「二軍」、1986年に弟子入りした「三軍」、それ以降に弟子入りした「若手」らで構成されている。この他にも番組などで関わった「外人部隊」も含み、歴代総数は100名を超えるが、ほぼ半数が離脱あるいは芸能界から引退していることから、グループとしては非常に流動的である。たけしは女性を弟子に取らないため、メンバーは基本的に男性であり、野沢直子などが実際に弟子入りを志願したが全て拒否している。
「たけし軍団」という名前自体が「石原軍団」のパロディであり、かつての二軍「たけし軍団セピア」は「一世風靡セピア」のもじり、三軍「浅草キッドブラザース」は「東京キッドブラザース」のもじりである。テレビでは主に体を張ったリアクション芸を披露して、識者からは芸がないと批判されることが多かった。たけしは芸のないたけし軍団メンバーに、飲みに連れ歩いた10年間をかけて「間」を教えたと語っている。
そのまんま東と大森うたえもんによるコンビのツーツーレロレロと、ピン芸人であった井手らっきょ（当時は、本名の井手博士名義）はビートたけしと同じく太田プロに所属していたが、それ以外の軍団メンバーは太田プロ所属ではなく、ビートたけしの弟子扱いで太田プロとは関係なくビートたけし預かりでポケットマネーから給料が出ていた。たけし軍団へのオファーはなく、ビートたけしの仕事にたけしとセットで出演する形になっていた。その後は太田プロに正式に所属したが、1988年のオフィス北野（現・TAP）立ち上げ時にたけしとともに移籍している。
たけし軍団への加入の仕方は、ビートたけしに心酔しての純粋な弟子入り、井手らっきょやダンカン、カージナルス（ガダルカナル・タカ、つまみ枝豆）のように芸人として既に活動していてキャリアの途中でたけしによるヘッドハンティングによる加入と、たけしに思い入れがなく芸能界への入り口として弟子入りした人たちの3種類であるという。創生期には太田プロのマネージャーによる、新人タレントへのスカウト活動もあった。
軍団に加入した者はニッポン放送で放送されていた「ビートたけしのオールナイトニッポン」で出待ちをしていた人物と、草野球の助っ人で軍団入りした人物が多い。前者は当時芸能活動していない人物、後者は既に芸人として活動していた人物が多い。
2004年に解散宣言を行ったが、実際に解散しているかどうかは曖昧な状態にある（後述）。
たけしの退社及び自身の事務所T.Nゴン立ち上げに伴い、持ち株を「一軍」メンバー8人に分けた。また、何人かの軍団員が事務所を退社しているが、その一人であるなべやかんは軍団をやめないことを表明している。よって、現在は大きく分けると、TAP所属の軍団員、T.Nゴン所属の軍団員、その他の軍団員に分けられている。
2023年3月、TAPの企画・製作により、たけし軍団40周年記念舞台『ウスバカゲロウな男たち』が東京都新宿区のシアターサンモールで上演され、千秋楽のエンディングで、たけし軍団結成メンバー10人全員が久々に顔を揃えた。

## メンバー
※はオフィス北野退社
1軍
- ガダルカナル・タカ（旧芸名：タカ→井口タカ仁）
- つまみ枝豆（旧芸名：ポポ→半ば達郎、TAP社長）
- 松尾伴内（旧芸名：松尾憲造（本名）→いびつこめびつ）
- ダンカン（元々は立川談志の弟子、旧芸名：立川談かん→ふんころがし、TAP専務）
- ラッシャー板前（旧芸名：力道川）
- グレート義太夫
- 井手らっきょ（旧芸名：井手博士（本名）→井手ひろし）
- 柳憂怜（旧芸名：柳ユーレイ。1990年代、俳優転身後に脱退も復帰）

若手
- 浅草キッド（水道橋博士（旧芸名：2代目 亀頭白乃介）・玉袋筋太郎※）- 元3軍メンバー。玉袋はTAP退社。
- 〆さばアタル（旧芸名：雨空トッポ）※
- なべやかん※
- お宮の松※
- ほたるゲンジ（無法松・桐畑トール）※
- アル北郷（旧名：犬岩石）※
- ガンビーノ小林
- 三又又三（旧芸名：ハムエッグ→三又忠久）
- やくみつゆ（旧芸名：前大輔→ルビー浅丘モレロ→大神クヒオ→犬神グヒオ→太神ダヒオ→東京名物大神本舗五百年→ダイオウイカ夫）※
- 赤P-MAN（旧芸名：P-MAN）
- ケンタエリザベス3世
- まっく赤坂見附（旧芸名：ケン鶴見→阿部定忠治→鳩山来留夫→鵯久留夫→鳩山クルオ）※
- シェパード太郎（旧芸名：ウサマビン太郎→安藤美姫太郎→O111太郎→ユッケ太郎→路地立つ太郎）※
- 北見寛明

### 元メンバー
- 秋山見学者 - 俳優に転身（現：秋山大学）
- 浅草キッドブラザース
  - 一文字隼人 - 引退
  - かに道楽落ち太 - 引退
  - 亀頭白乃介 - 引退
  - 佐竹チョイナチョイナ - 引退
- 熱海マッサージ - 引退
- 亜仁丸レスリー - 2013年4月27日死去
- 雨ガッパ（旧芸名：似背大周、ニセ大周） - 引退
- 石塚康介 - 後にT.Nゴンに移籍するも退所、現在はフリー
- 太田コースケ（現：太田浩介）
- 大前田権十郎 - 引退
- 大森うたえもん（旧芸名：クンタキンテ大森→大森くんた）
- 楽屋の大将 - 引退
- 岩クレイジー - 引退
- 九州男児 - 引退
- クロマニヨン吉川 - 引退
- こてっちゃん馬場
- 近藤夢（旧芸名：村越ユウジ→マダ村越） - 引退
- 近藤六（旧芸名：ペースメーカー遠藤→ファーアウト遠藤） - 引退
- サミー家安（旧芸名：サミーモアモアJr.） - 引退
- 〆さばヒカル（2006年、肝不全のため死去。旧芸名：雨空ライポ）
- ショー小菅 - 引退
- 新大久保清 - 引退
- すがぬま伸 - 引退
- 頭突王 - 引退
- 芹澤名人 - 俳優に転進
- そのまんま東（旧芸名：東英夫→ヒガシヒデオ、現：東国原英夫）
- ゾマホン・ルフィン
- たけし軍団セピア - 元2軍メンバー。
  - 大阪百万円 - 引退
  - キドカラー大道 - 引退
  - サード長嶋 - 俳優に転進
  - 誰なんだ吉武 - 永久破門、引退
  - 水島新太郎 - 俳優に転進、後に引退
- 谷体調 - 引退
- 食べ放題飲み放題 - 引退
- チャイ - 引退
- トカレフ林 - 引退
- ドラゴン中尾 - 引退
- ノーカット星 - 引退
- バター犬たろう（2001年、死去）
- 古田古 - 永久破門、引退
- 北海ジャンジャン - 引退。佐竹チョイナ²の弟子
- マーシャルセータ - 引退
- 負古太郎
- 元日本兵 - 引退
- 山崎まさや（旧芸名：山崎方也（本名））
- よろしくゲレーラ - 解散

## 元漫才コンビ
- カージナルス（タカ・ポポ）
- 〆さば（旧名：北枕→水呑み百姓→雨空トッポ・ライポ→海老道楽食べ放題・飲み放題→雨空トッポ・ライポ）（アタル・ヒカル）
- 北京ゲンジ（お宮の松・無法松）
- スピーク☆イージー（ガンビーノ小林・アル北郷）
- 兄貴会（ガンビーノ小林・鵯来留夫）
- ジョーダンズ（山崎まさや・三又忠久）
- ブラック・ボックス（ルビー浅丘モレロ・P-MAN）
- ヤチョウの会（ケンタエリザベス3世・鳩山来留夫）
- ツーツーレロレロ（大森くんた・東英夫）
- あっちゃん→アッチャンズ（近藤夢・近藤六）
- 浅草キッド - 前述。

## 経歴
1982年に弟子入りしたそのまんま東（現：東国原英夫）が一番弟子であり、その後、大森うたえもん・松尾伴内・ダンカン・柳ユーレイ（現：柳憂怜）と弟子が増え、ツービートの活動が縮小するにつれ、相棒ビートきよし（現在はきよしもオフィス北野の所属となっている）の代わりのような存在として何かとひとまとめで団体芸をやりたいとして、1983年3月から『アイドルパンチ』（テレビ朝日）などに出演させたのをきっかけに、同年に正式に結成。
なお、順番としては東に続くのは当時ツーツーレロレロを組んでいた大森だが、結成時は大森は高田文夫の世話役を命じられていたため、コンビ結成の約1年後に軍団入りしている。弟子を増やす起点となったのは1982年1月28日深夜『ビートたけしのオールナイトニッポン』終わりに、ファンとして出待ちをしていた松尾伴内を見たたけしが「あいつが駆けつけてきたら、お前盾になれ、あいつは刺すぞ」と東に声を掛け、駆けてきた松尾がいきなり土下座をしたことである。松尾はなぜか東に向いて土下座しており、間違えましたと、改めてたけしに弟子入り志願した。この時は土下座をしなかった。その後たけしは「野球をやりたい」と口にして、松尾をボーヤとして引き入れた。これをきっかけに弟子入り志願者を受け入れるようになり、カージナルス（タカ、枝豆）が店員をしていたスナックポプラや草野球つながりで徐々にメンバーを増やしていく。
たけし軍団の名称は『アイドルパンチ』に出演した際にディレクターだった森昌行に付けられたもので、当初は「たけしアーミー」と書かれたトレーナーを着ていた。『たけしのお笑いサドンデス』がスタートした1983年10月頃よりたけし軍団の名前で呼ばれ始めた。
このときの8人（そのまんま東、大森うたえもん、松尾伴内、ダンカン 、柳ユーレイ、ガダルカナル・タカ、ラッシャー板前、つまみ枝豆）が元祖たけし軍団である。結成当時の写真は、軍団員が裸で組体操（パンツは着用）「ピラミッド」をしているものがある。
軍団結成の目的は、若い衆の面倒をみるのをやりたかったということと、漫才自体が限界になったので団体で芸をやりたかったとたけし本人は語っている。別の機会には、草野球のチームを組みたかっただけとも語っており、当初は8人体制を取っていた（後にグレート義太夫と井手らっきょが加入して10人体制に移行）。実際にガダルカナル・タカや井手らっきょらは草野球の助っ人から軍団入りしている。
1984年2月からたけし司会の『スーパージョッキー』（日本テレビ）の企画「THEガンバルマン」に出演し、肉体的・精神的苦痛を伴うさまざまなゲームに身体を張って挑む姿が笑いを呼び人気を得た。「身体を張って笑いを取る」路線は、後の『お笑いウルトラクイズ』（日本テレビ）まで一貫している（ただし、亜仁丸レスリーや、ゾマホン・ルフィンのように、文化人的な軍団員は体を張って笑いを取る芸には参加しない）。なお、当時の軍団員はほとんどが20代だったこともあり、「Duet」などの雑誌に取り上げられ、追っかけが存在するなど一部でアイドル的な人気を持っていた。これを受けて軍団内でユニットを設けて1986年には歌手デビューもしている（たけし軍団#軍団内ユニットを参照）。1980年代半ばになっても弟子志願者は絶えず、1985年頃にはたけし軍団の二軍として「たけし軍団セピア」、1986年には三軍として浅草キッドブラザースが誕生。
たけしの番組でのスーパーサブ的な役割を担っていたたけし軍団だったが、1986年1月には冠番組『たけし軍団!ヒット&ビート』（テレビ朝日）を持つに至り、また同年5月からスタートした『痛快なりゆき番組 風雲!たけし城』（TBS）の出演でたけし軍団の人気は最盛期を迎える。しかし、同年の12月のたけしの「フライデー襲撃事件」にたけし軍団のうち11人が参加したことにより『ヒット&ビート』は打ち切られる。
フライデー襲撃事件では、たけし軍団は1987年3月に不起訴処分が決定。謹慎が解けて以降は、たけし軍団としての活躍の場は再びたけしの番組のスーパーサブ的存在へと戻り、日本テレビ『お笑いウルトラクイズ』、『スーパージョッキー』、フジテレビ深夜のたけし枠の番組（『北野ファンクラブ』〜『たけしのコマ大数学科』）、テレビ朝日『朝までたけし軍団』シリーズ、TBS『ビートたけしの絶対見ちゃいけないTV』等に出演。ガダルカナル・タカが橋本志穂と結婚した際には『たけし軍団のハワイ大家族旅行』（TBS、1994年1月3日）という特番が放送された。
北野武が監督した柳ユーレイ主演の映画『3-4X10月』は、当初はたけし軍団解散記念映画として企画された。しかし映画公開の1990年時点ではまだメンバーが自立できないという判断によりこのときは解散が見送られた。
1999年3月に『スーパーJOCKEY』が終了して、たけしと軍団が毎週のように顔を合わせる仕事が終わり、加えて軍団のメンバーが所帯を持つようになって、たけしが頻繁に誘うこともなくなった。
2000年代以降はたけしが、教養番組など、堅めの番組を多く持つようになり、たけし軍団のメンバーの方向性もバラバラとなって軍団として集まって出演する機会が年毎に減っていった。そんな中、たけしが軍団という呼び方もやめて、たけし軍団も卒業にしようと言い出し、2004年10月に『朝までたけし軍団』の番組中でたけし軍団の解散が発表された。
実際に2005年1月に『朝までたけし軍団』が放送された際は『朝まで元たけし軍団』という番組名で、解散した「元たけし軍団」の番組として放送された。
しかしこの解散発表は、企画を練っているうちにテレビでのお笑いの企画のような形となったもので、周囲からも本気での解散と受け取られておらず、軍団当人たちも解散とは思っていないとガダルカナル・タカが明かした。『朝まで元たけし軍団』のタイトルでの放送も1回きりで2005年9月放送の第7回からは『朝までたけし軍団』にタイトルが戻された。
グレート義太夫も2016年1月のSMAP解散の報に触れた際、「絶対殿が『たけし軍団解散』とか言い出しそうだよね（笑）」と軍団が存続しているという前提でのつぶやきをTwitterで発している。
なお、2007年の政界転身時にたけし軍団から脱退してそのまんま東の芸名を返上し、タレント活動再開後もオフィス北野に復帰しなかった元メンバーの東国原英夫は2016年12月23日にバラエティ番組『バイキング』で、たけし軍団は既に解散したと主張している。その際、軍団としての仕事の減少による自然解散という前述の理由が説明された。

## 軍団の特徴
軍団員はたけしを「師匠」でなく「殿」と呼ぶ。師匠と呼ばれることに抵抗を感じていたたけしが、萩本欽一が大将と呼ばれていることも考えて、1984年5月から「師匠」と呼んだ場合に罰金を取るようになり、「殿」と呼ばせることをたけしが決めた。当初はバカ殿と呼ばせていた。ただし、トーク番組で軍団員ではない司会者等の第三者に対しては「たけしさん」と呼んだり、芸能界引退後の東国原英夫は政治家として『TVタックル』などでたけしと共演した際は「師匠」と呼んでいる。
一軍であるたけし軍団内部に上下関係はなく横並びの関係で、軍団の形が出来た後に加入したグレート義太夫が敬語で喋っていたが、それ以外は年齢差や芸歴に関係なくタメ口だった。しかし軍団の人数が10人になり、さらに希望者が殺到するようになったため、ふるい落とすために希望者はダンカンの弟子の形で受け入れることとし、以後はダンカンが極端に上下関係を強いて、そこで認められた者のみがメンバーとして受け入れられるようになった。
たけし軍団にリーダーは存在しないが、初期には太田プロ所属のすがぬま伸が隊長格の役割を果たしていた。
年に一回、事務所（軍団）内で行われる酒席において年功序列が逆転する宴が催される。これによりたけしが最底辺の芸人となり、軍団メンバーからは（下部から上部へ）アゴでコキ使われ、雨あられの説教を受けるという逆転現象で盛り上がる余興がある。この宴会は、たけしが考案した宴会であり、師匠と弟子の垣根を取り払っての宴会は、元々たけしの師匠である深見千三郎が、自分の事そっちのけで、弟子のたけしに酒を薦めるなど、師匠、弟子関係なく楽しむことを目的とした宴会を考えていたことを実行したものである。
先輩の軍団員は後輩の軍団員を居候させるという方針を取る。これは、まだ芸人として生計が立てられない後輩の軍団員の保護策として機能している。このような先輩が後輩の面倒を見る制度は、たけしが師匠の深見に非常に気に入られ、たけしが深見から破門されても、深見がたけしの面倒を見るなど、芸人を長く続けるようにすべきという意図があった（たけしと深見との師弟関係及び、深見がたけしを破門した経緯については、ビートたけし及び深見千三郎を参照）。一例としてダンカンは結婚するまで、最大で6人の軍団員を居候させていた。なお、軍団員が結婚した場合は、後輩軍団員を居候させることは免除され、別の軍団員の家に預けられる。
変な芸名を付けられる。たけし曰く、芸人としてやっていく覚悟があるのかというたけし流の踏み絵の意図であり、同時に自分を安易に頼ってくる者を門前払いする脅しの意味があるのだという。ただし軍団員全員がたけしによる命名というわけではない。たけしとともに軍団に芸名の名付け親になっていた放送作家の高田文夫は、変な名前をつけるのは落語立川流の立川談志を見習っているからと語っている。
たけしが出演していない番組で、軍団員が多く出演する番組としては、『オールスター感謝祭』（島田紳助→今田耕司が司会。たけしも第1回目と紳助引退後に乱入という形で出演経験あり）があり、そのまんま東とガダルカナル・タカが総合優勝経験がある。たけしの出演している番組で共演する機会の多い人物としては、たけしの相方のビートきよし、放送作家の高田文夫、たけしの友人である島田洋七と言った人物と、たけしが出演しない番組では紳助（2011年に芸能界引退）、タモリ、明石家さんま、笑福亭鶴瓶、所ジョージといった、たけしと比較的共演の多い人物と共演する傾向がある。

## 北野映画への出演
軍団員の大半はたけしの映画監督作品（本名の北野武名義）に出演している。特筆すべき作品として
- 「3-4X10月」（前述のように当初は軍団解散記念映画だった。軍団員が多く出演しており、軍団員のほとんどが本名名義で出演している）
- 「みんな〜やってるか!」（軍団員が多く出演している。なお、当作品は日本国内では、「ビートたけし」監督名義による映画である）
- 「座頭市」（脇役を中心に軍団員が多く出演している）

現役軍団員の他、水島新太郎、太田浩介といった元軍団員が出演することもある。
軍団員のダンカンは監督作品として「七人の弔」を制作している。当作品はダンカンの本名の「飯塚実」名義ではなく、「ダンカン」名義である。本人は端役で出演しているのみで、ダンカン以外の軍団員は出演していない。配給は、オフィス北野で、オフィス北野社長の森昌行もプロデューサーとして制作に関わっている。
北野映画に出演している軍団員一覧
- 3-4X10月　柳ユーレイ、ガダルカナル・タカ、ダンカン、ラッシャー板前、つまみ枝豆、松尾伴内、井手らっきょ（以上の人物は本名名義で出演）、芹沢名人、秋山見学者
- あの夏、いちばん静かな海。　芹沢名人、秋山見学者
- みんな〜やってるか!　ダンカン、ガダルカナル・タカ、そのまんま東、ラッシャー板前、つまみ枝豆、柳ユーレイ、芹沢名人、秋山見学者、ノーカット星、谷体調、浅草キッド、佐竹チョイナチョイナ、雨空トッポ・ライポ、
- キッズ・リターン　北京ゲンジ、水島新太郎（元軍団員）
- HANA-BI　つまみ枝豆、スピーク☆イージー、柳ユーレイ、北京ゲンジ、玉袋筋太郎、ショー小菅
- 菊次郎の夏　グレート義太夫、井手らっきょ
- Dolls　スピーク☆イージー、ブラック・ボックス
- 座頭市　ガダルカナル・タカ、つまみ枝豆、北京ゲンジ、スピーク☆イージー、サミーモアモアJr.、ブラック・ボックスなど
- 監督・ばんざい!　井手らっきょ、つまみ枝豆、ゾマホン
- アキレスと亀　ケンタエリザベス3世、阿部定忠治、ガンビーノ小林、アル北郷、ルビー浅丘モレロ、赤P-MAN、お宮の松、柳憂怜、三又又三など（柳と三又は元軍団員）
- アウトレイジ　マキタスポーツ、ケンタエリザベス3世、太田浩介（元軍団員）

## CMへの出演
- 永谷園「百円おそうざい」（1984年）　ビートたけし、そのまんま東、柳ユーレイ、松尾伴内、ガダルカナル・タカ、ダンカン、ラッシャー板前、つまみ枝豆、グレート義太夫、大森うたえもん
- タイトー「影の伝説」（1986年）　そのまんま東、ガダルカナル・タカ、ラッシャー板前、大森うたえもん
- 郵便局「簡易保険ニューナイスプラン」（1992年）　ガダルカナル・タカ、ダンカン、つまみ枝豆、井手らっきょ

## ラジオ番組
- たけし軍団大阪GIG（ABCラジオ）[43]ガダルカナル・タカ、つまみ枝豆、井手らっきょ、浅草キッド

## 草野球チーム「たけし軍団」
たけし軍団の結成後、草野球チーム「たけし軍団」としても活動。現在も神宮草野球場での「茜リーグ」に所属している。『スポーツ大将』では、アマチュア最強とも噂される強豪でノンプロ選手が参加する「東京ファイターズ」や、業界最強と言われたアパレルブランドNICOLEのチームに勝利するなど強い相手ほど勝負強くなる特性を見せた。
助っ人には当時無名であった、とんねるずも参加しており、これをきっかけに、とんねるずはたけしとの交友が深まり、同時にたけしを尊敬するようになる。他にも、たけしとの親交が深かった逸見政孝の息子である逸見太郎も、軍団員の草野球に参加している。
特筆すべきは1991年シーズンオフの11月23日、阪神タイガースのファン感謝デーにて阪神の二軍と対戦して最終回（この試合では特別ルールで6回まで）に逆転勝利したことである。「たけし軍団にも負けた阪神」と当時の阪神の弱さ（なおこの年の阪神はリーグ最下位だった）を象徴するエピソードになっている。翌1992年には千葉ロッテマリーンズのファン感謝デーにも招聘されて「非公式パリーグ入れ替え戦」の名目でマリーンズと対戦し（この年のマリーンズがリーグ最下位だったため）、2-1でたけし軍団が勝利を収めている。
実はハンディキャップとして使用球は軟式球を使用していたが後に、ガダルカナル・タカが試合後に練習場を通ると軟球が用意されていてプロの対策は万全だった。他にもヤクルト・近鉄にも挑戦を出していて練習試合でヤクルトにも勝利し、結局プロ相手には無敗だった。
スクウェア製作のゲーム「日米間プロ野球 FINAL LEAGUE」（2002年）には、たけしが監督として登場し、軍団員（井手らっきょ・つまみ枝豆など）も選手として登場する。

## 軍団内ユニット
1986年、そのまんま東・大森うたえもん・つまみ枝豆・ガダルカナル・タカの4人でユニット「たけし軍団COUNTDOWN」を組みレコード・デビュー。以下の作品を発表した。
シングル
- BON・BON・BON（1986年11月1日）
- CONFUSION（1987年2月21日）
- 一枚の写真（1987年11月21日）

アルバム
- COUNT DOWN 1st（1987年3月21日）
- 俺たちゃアイドル（1987年12月1日）※「おぼっちゃま」の楽曲を含む
- たけし軍団COUNT DOWNのすべて（1988年11月21日）※「おぼっちゃま」の楽曲を含む
- OH!傑作 ビートたけし&たけし軍団COUNT DOWN BEST SONGS（1989年10月21日）※ビートたけしの楽曲を含む
- COUNT DOWN 1st+2（2008年5月21日）

なお、その他のメンバーは音源リリースは見送られたものの、松尾伴内・ダンカン・柳ユーレイ・ラッシャー板前・井手らっきょで「たけし軍団IMAGEDOWN」が存在していた。
堀越学園高校の同級生である水島新太郎とサード長嶋は「おぼっちゃま」として思わしい結果ではないが本格的な歌手活動を行い（発表した作品については水島新太郎#ディスコグラフィを参照）、コンサート専用ユニットとして、キドカラー大道・誰なんだ吉武の「ザ・ボーヤ」、大阪百万円・古田古・グレート義太夫の「The KITANAI」があった。

## 不祥事タレントのたけし軍団での再出発
過去に替え玉受験で問題になったなべおさみの息子のなべやかんをたけし軍団に迎え入れたことで、タレントなど（特にお笑い系）による不祥事が起きると「“たけし軍団”入りで再出発か」というネタのような話がよく出てくるのも特徴である。軍団ではないがスキャンダルを抱えた山本モナがオフィス北野に在籍していたことから、たけし自身、「『たけし再生工場』の評判は、芸能界じゅうに轟いてる」と語っている。
田代まさしが不祥事を起こした際も軍団入りの情報が出た。だが、田代が実刑判決を下された後に、たけしが「あんな野郎に関わりたくはない」とコメントとしたと報じられて、田代の軍団入りは実現していない。ただし、インタビューでは、車椅子の国会議員である八代英太をもじった田代英太という芸名で車椅子に乗せようとメールを送ったが、田代に断られたと話している。
軍団で大きな不祥事にはフライデー襲撃事件（ラッシャー板前・井手らっきょ・つまみ枝豆は不参加）がある。
それ以前には水島新太郎（漫画家・水島新司の息子）が芸能界を志向した際に「軍団で修行したらどうか」と提案したのが始まりである。芸名の候補として「チーチーバエミズシマ」というのも上がったが、軍団に止められた。その後、『おぼ土山』『おぼつちやま』という芸名でたけし軍団に所属。軍団を離れた後は、たけしの古巣である太田プロに移籍し、現在は水島プロに移籍している。

## エピソード
- たけしが弟子を取る際は、弟子志願者がどういう人物か、どういう芸風かなどは一切見ず、その時期その時期で必要な頭数を確保するという場合が多い。元プロ野球選手の亜仁丸レスリーや、入団しなかったが、後述する間寛平の軍団入りが認められたのも、このような経緯がある。一軍には草野球の助っ人から軍団入りしたメンバーが井手のほか数人存在した[50]。
- 初期の軍団員の大半は、たけしの付き人兼運転手を務めており、たけしがピン芸人としてのピークを迎えていた1980年代は多忙さから過酷を極めたといい、枝豆は太腿が青タンだらけになったという[51]。
- 大阪の吉本新喜劇で活躍した間寛平が、アメマバッチを10万個製作したことにより最大6千万円の借金を背負った時に吉本興業を辞めると宣言して上京した際（実際は吉本は退社しておらず、大阪吉本から東京吉本に移籍したのみである）、たけし、寛平共通の友人であった島田洋七にたけしを紹介してもらい、酔った勢いでたけし軍団入りを志願したということがあった[52]。
- たけしは番組で、軍団員にツッコミを入れる際に、何かとつけて「馬鹿野郎!」もしくは「この野郎!」という口癖があり、よくたけしのモノマネ芸や、北野映画で出演者のセリフとして、頻繁に利用されている[53]。元々はたけしの師匠である深見千三郎の口癖で、たけしも同様に深見から、何かとつけて「馬鹿野郎!」もしくは「この野郎!」と言われていた[54]。このエピソードは、たけしの相方であるビートきよしがラジオで語っている。
- たけし軍団では師匠であるビートたけしをバカにされることは禁忌であり、2011年7月24日に放送された『ダウンタウンのガキの使いやあらへんで!』にて三又又三がグレート義太夫と井手らっきょに中途半端なたけしのものまねを続けた三又に対し2人は激怒し、スタジオは騒然とした。また、2021年7月21日に放送された『水曜日のダウンタウン』では鬼越トマホークの喧嘩の下りを食らわれるドッキリにてつまみ枝豆が新人マネージャー役に「うるせぇなぁ!たけしの話じゃなくて自分の話で笑い取れよ!」と言われた際、枝豆は「おめぇ俺に言ってんのか?」「小僧もういっぺん言ってみろ!」などと新人マネージャーに対して怒り、「まぁいいや百歩譲って許してやるよ。でもよ、俺の前でよ『たけし』って言うな。『たけしさん』だろコラァ!」とビートたけしに対しての失礼は許さない姿を見せた[55]。

## 著書
- ツノだせヤリだせ たけし軍団物語（太田出版・1986年7月）
- 12月10日から3月27日まで僕たちが考えたこと　作品集（太田出版・1987年6月）- フライデー襲撃事件の謹慎期間中に軍団員が書いた作品集。ダンカンはバイク小説、義太夫はロック小説、東は幻想小説、参加しなかったラッシャーはその理由となった痔の手術の体験談を執筆した。
- 我が愛と青春のたけし軍団（双葉社・2012年）- ガダルカナル・タカ監修、たけし軍団編。